# Campionati europei di atletica leggera indoor 1979
I X campionati europei di atletica leggera indoor si sono svolti a Vienna, in Austria, presso il Ferry-Dusika-Hallenstadion, dal 24 al 25 febbraio 1979. 

## Risultati

### Uomini
| Specialità | Oro                   | Prestazione | Argento            | Prestazione | Bronzo               | Prestazione |
| Corse piane |                       |             |                    |             |                      |             |
| 60 metri | Marian Woronin        | 6"57        | Leszek Dunecki     | 6"62        | Petăr Petrov         | 6"63        |
| 400 metri | Karel Kolář           | 46"21       | Stefano Malinverni | 46"59       | Horia Toboc          | 46"86       |
| 800 metri | Antonio Páez          | 1'47"4      | Binko Kolev        | 1'47"8      | András Paróczai      | 1'48"2      |
| 1.500 metri | Eamonn Coghlan        | 3'41"8      | Thomas Wessinghage | 3'42"2      | John Robson          | 3'42"8      |
| 3.000 metri | Markus Ryffel         | 7'44"43     | Christoph Herle    | 7'45"44     | Aleksandr Fedotkin   | 7'45"50     |
| Corse a ostacoli |                       |             |                    |             |                      |             |
| 60 metri ostacoli | Thomas Munkelt        | 7"59        | Arto Bryggare      | 7"67        | Ėduard Pereverzev    | 7"70        |
| Salti |                       |             |                    |             |                      |             |
| Salto con l'asta | Władysław Kozakiewicz | 5,58 m      | Konstantin Volkov  | 5,45 m      | Vladimir Trofimenko  | 5,45 m      |
| Salto in alto | Volodymyr Jaščenko    | 2,26 m      | Gennadij Belkov    | 2,26 m      | Andre Schneider-Laub | 2,24 m      |
| Salto in lungo | Vladimir Cepelëv      | 7,88 m      | Valerij Pidlužnyj  | 7,86 m      | Lutz Franke          | 7,80 m      |
| Salto triplo | Henadz' Valjukevič    | 17,02 m     | Anatolij Piskulin  | 16,97 m     | Jaak Uudmäe          | 16,91 m     |
| Lanci |                       |             |                    |             |                      |             |
| Getto del peso | Reijo Ståhlberg       | 20,47 m     | Geoff Capes        | 20,23 m     | Vladimir Kiselëv     | 20,01 m     |
| record mondiale; record mondiale stagionale; record europeo; record europeo stagionale; record dei campionati; record nazionale; record personale; record personale stagionale. |                       |             |                    |             |                      |             |

### Donne
| Specialità | Oro               | Prestazione | Argento               | Prestazione | Bronzo              | Prestazione |
| Corse piane |                   |             |                       |             |                     |             |
| 60 metri | Marlies Göhr      | 7"16        | Marita Koch           | 7"19        | Ljudmila Storožkova | 7"22        |
| 400 metri | Verona Elder      | 51"80       | Jarmila Kratochvílová | 51"81       | Karoline Käfer      | 51"90       |
| 800 metri | Nikolina Shtereva | 2'02"6      | Anita Weiß            | 2'02"9      | Fiţa Lovin          | 2'03"1      |
| 1.500 metri | Natalia Marasescu | 4'03"5      | Zamira Zajceva        | 4'03"9      | Svetlana Gus'kova   | 4'07"4      |
| Corse a ostacoli |                   |             |                       |             |                     |             |
| 60 metri ostacoli | Danuta Perka      | 7"95        | Grażyna Rabsztyn      | 8"00        | Nina Morgulina      | 8"09        |
| Salti |                   |             |                       |             |                     |             |
| Salto in alto | Andrea Mátay      | 1,92 m      | Urszula Kielan        | 1,85 m      | Ulrike Meyfarth     | 1,80 m      |
| Salto in lungo | Siegrun Siegl     | 6,70 m      | Jarmila Nygrýnová     | 6,42 m      | Lena Johansson      | 6,27 m      |
| Lanci |                   |             |                       |             |                     |             |
| Getto del peso | Ilona Slupianek   | 21,01 m     | Marianne Adam         | 20,11 m     | Judy Oakes          | 15,66 m     |
| record mondiale; record mondiale stagionale; record europeo; record europeo stagionale; record dei campionati; record nazionale; record personale; record personale stagionale. |                   |             |                       |             |                     |             |

## Medagliere
Legenda
     Paese ospitante
| Posizione | Paese            | Oro | Argento | Bronzo | Totale |
| --------- | ---------------- | --- | ------- | ------ | ------ |
| 1         | Germania Est     | 4   | 3       | 1      | 8      |
| 2         | Unione Sovietica | 3   | 5       | 7      | 15     |
| 3         | Polonia          | 3   | 3       | 0      | 6      |
| 4         | Cecoslovacchia   | 1   | 2       | 0      | 3      |
| 5         | Regno Unito      | 1   | 1       | 2      | 4      |
| 6         | Bulgaria         | 1   | 1       | 1      | 3      |
| 7         | Finlandia        | 1   | 1       | 0      | 2      |
| 8         | Romania          | 1   | 0       | 2      | 3      |
| 9         | Ungheria         | 1   | 0       | 1      | 2      |
| 10        | Irlanda          | 1   | 0       | 0      | 1      |
| 10        | Spagna           | 1   | 0       | 0      | 1      |
| 10        | Svizzera         | 1   | 0       | 0      | 1      |
| 13        | Germania Ovest   | 0   | 2       | 2      | 4      |
| 14        | Italia           | 0   | 1       | 0      | 1      |
| 15        | Austria          | 0   | 0       | 1      | 1      |
| 15        | Svezia           | 0   | 0       | 1      | 1      |
| Totale    | Totale           | 19  | 19      | 19     | 57     |